# Tajvani labdarúgó-szövetség
A tajvani labdarúgó-szövetség (kínaiul: 中華民國足球協會) Tajvan nemzeti labdarúgó-szövetsége. 1936-ban alapították. A szövetség szervezi a Tajvani labdarúgó-bajnokságot valamint a Tajvani kupát. Működteti a Tajvani labdarúgó-válogatottat valamint a Tajvani női labdarúgó-válogatottat. Székhelye Tajpejben található.